# Фред Артур
Фред Артур (англ. Fred Arthur, нар. 6 березня 1961, Торонто) — колишній канадський хокеїст, що грав на позиції захисника.

## Ігрова кар'єра
Хокейну кар'єру розпочав 1977 року в ГЮХЛК.
1980 року був обраний на драфті НХЛ під 8-м загальним номером командою «Гартфорд Вейлерс». 
Протягом професійної клубної ігрової кар'єри, що тривала 3 років, захищав кольори команд «Гартфорд Вейлерс» та «Філадельфія Флаєрс».
Загалом провів 84 матчі в НХЛ, включаючи 4 гри плей-оф Кубка Стенлі.

## Статистика

### Клубні виступи
| Сезон        | Клуб                 | Ліга         | Регулярний сезон | Регулярний сезон | Регулярний сезон | Регулярний сезон | Регулярний сезон | Плей-оф | Плей-оф | Плей-оф | Плей-оф | Плей-оф |
| Сезон        | Клуб                 | Ліга         | І                | Г                | П                | О                | ШХ               | І       | Г       | П       | О       | ШХ      |
| ------------ | -------------------- | ------------ | ---------------- | ---------------- | ---------------- | ---------------- | ---------------- | ------- | ------- | ------- | ------- | ------- |
| 1977–78      | «Корнвол Роялс»      | ГЮХЛК        | 68               | 2                | 20               | 22               | 86               | 9       | 0       | 1       | 1       | 7       |
| 1978–79      | «Корнвол Роялс»      | ГЮХЛК        | 72               | 6                | 64               | 70               | 227              | 7       | 0       | 3       | 3       | 28      |
| 1979–80      | «Корнвол Роялс»      | ГЮХЛК        | 67               | 5                | 70               | 75               | 105              | 18      | 2       | 12      | 14      | 44      |
| 1979–80      | «Корнвол Роялс»      | МК           | —                | —                | —                | —                | —                | 5       | 0       | 5       | 5       | 13      |
| 1980–81      | «Гартфорд Вейлерс»   | НХЛ          | 3                | 0                | 0                | 0                | 0                | —       | —       | —       | —       | —       |
| 1980–81      | «Корнвол Роялс»      | ГЮХЛК        | 36               | 3                | 2                | 5                | 134              | 19      | 1       | 11      | 12      | 45      |
| 1980–81      | «Корнвол Роялс»      | МК           | —                | —                | —                | —                | —                | 5       | 0       | 3       | 3       | 10      |
| 1981–82      | «Філадельфія Флаєрс» | НХЛ          | 74               | 1                | 7                | 8                | 47               | 4       | 0       | 0       | 0       | 2       |
| 1982–83      | «Філадельфія Флаєрс» | НХЛ          | 3                | 0                | 1                | 1                | 2                | —       | —       | —       | —       | —       |
| Усього в НХЛ | Усього в НХЛ         | Усього в НХЛ | 80               | 1                | 8                | 9                | 49               | 4       | 0       | 0       | 0       | 2       |

### Збірна
| Рік              | Команда          | Турнір           | І | Г | П | О | ШХ |
| ---------------- | ---------------- | ---------------- | - | - | - | - | -- |
| 1981             | Канада           | МЧС              | 5 | 0 | 2 | 2 | 10 |
| Молодіжна збірна | Молодіжна збірна | Молодіжна збірна | 5 | 0 | 2 | 2 | 10 |